# Gringoire (XIXe siècle)
Pour les articles homonymes, voir Gringoire.
Gringoire est un journal français fondé à Paris en 1865 par Félix Jahyer, sous la direction d'Aimé Foucault.

## Historique
Gringoire a connu 46 numéros, de 1865 à 1866. La chronique y a été faite successivement par Félix Jahyer, Ambroise Lassimonie et Louis Gallet. Les nouvelles y furent signées Léonard Bouilly, Jehan Frollo, au Palais, l'avocat Couteau, Alexandre de Stamir, Bab, de Villiers, Philippe Desclée, frère de l'artiste du Gymnase, le magistrat fils du peintre, Augustin Cabat. On y lut des poésies d'Édouard Blau, de Théodore Véron et d'Eugène Vermesch, lancé dans le journalisme politique, des critiques d'art de Jahyer, qui en a tiré, en 1866 un volume de 300 pages, un courrier du Palais d'Ernest Camescasse sous la signature « Charmolue », une revue dramatique de Léonard Bouilly et d'Édouard Montagne.